# حزب الاستقلال (مصر)
حزب الاستقلال هو حزب سياسي إسلامي في مصر. تم حظر الحزب من قبل محكمة القاهرة للأمور المستعجلة في 29 سبتمبر 2014. انسحب الحزب من التحالف الوطني لدعم الشرعية في 30 نوفمبر 2014. تم اعتقال العديد من أعضاء الحزب في أعقاب الاحتجاجات المصرية لعام 2019. ما زال معظم اعضاؤه محبوسين احتياطيا بتهم متنوعة غالبا ذات طابع سياسي تجاوزت مدة حبسهم الاحتياطي 5 سنوات وتوفي بعضهم نتيجة الاضراب عن الطعام مثل أمين حزب الاستقلال في محافظة المنيا عبدالرحمن محمد لطفي  كما توفي إيهاب مسعود جحا أمين تنظيم حزب الاستقلال بمحافظة الغربية داخل محبسه نتيجة الأهمال الطبي